# Barkal
Brdo Barkal (meroitski: Gebel Barkal ili Jebel Barkal; arapski: جبل بركل‎) je malena planina u velikom zavoju Nila, u današnjem Sudanu, oko 400 sjeverno od Khartouma. Brdo Barkal je 98 m visoka pješčanjačka stijena izrazito ravnog vrha, te je vjerojatno služilo kao oznaka mjesta gdje je lakše preći Nil, i to trgovcima i putnicima na važnom trgovačkom putu iz središnje Afrike prema Egiptu i Arabiji. God. 2003., ostaci grada Napate, zajedno s njegovim vjerskim središtem - brdom Barkal i još tri lokaliteta 60 km duž Nila, su upisani na UNESCO-ov popis mjesta svjetske baštine u Africi kao "vjerska središta čije se štovanje zadržalo sve do današnjih dana".
Od 16. stoljeća pr. Kr. Nubija je bila pod egipatskom vlašću koja je iz Nubije izvozila zlato i druge resurse, te su Nubijci poprilično brzo počeli prihvaćati egipatske običaje i religiju. Nubijci su oko 1450. pr. Kr. prihvatili vlast egipatskog faraona Tutmozisa III. koji je ovdje ustanovio južnu granicu svog Carstva. Tu je 300-tinjak godina kasnije osnovan grad-država Napata, koja je stoljećima bila prijestolnica nubijskog kraljevstva Kuš (900. – 270. pr. Kr.) koje je kao 25. egipatska dinastija (Treći prijelazni period) vladala i cijelim starim Egiptom. Oko godine 1075. pr. Kr. moć amonovih svećenika u Tebi je počela nadmašivati formalnu vlast faraona i Egipt se raspada na manje države. To su Nubijci iskoristili kako bi izborili nezavisnost, a njihovo kraljevstvo, poznato kao Kuš, je imalo središte upravo u Napati. Sljedećih nekoliko stoljeća Napata je rasla, dok je Egipat slabio unutrašnjim sukobima. Oko godine 750. pr. Kr. vladar Napate po imenu Kashta je iskoristio egipatsku slabost i osvojio Gornji Egipat. Njegov nasljednik Piankhi je pak uspio osvojiti ostatak Egipta i osnovati Dvadeset petu egipatsku ili "Nubijsku dinastiju". Upravo je on dao u podnožju Barkala podići Amonov hram i slavnu stelu u kojoj slavi osvajanje Egipta. Nubijska vladavina nad Egiptom je potrajala oko 57 godina, a okončala ju je ekspanzija Asiraca sa sjevera oko godine 670. pr. Kr.
Ruševine oko Barkala čini 13 hramova i 3 palače koje su otrkivene 1821. godine. God. 1862. otkriveno je pet natpisa iz vremena Trećeg prijelaznog razdoblja starog Egipta koji su preneseni u Egipatski muzej u Kairu, ali su arheološka iskapanja na ovom lokalitetu provedena tek 1916. godine, i to zajedničkim djelovanjem Harvardskog sveučilišta i Muzeja umjetnosti iz Bostona pod vodstvom Georgea Reisnera.
Od 1970ih iskapanja je vodilo rimsko La Sapienza pod vodstvom Sergia Donadonija, te 1980-ih tim Bostonskog muzeja pod vodstvom Timothyja Kendalla. Otkrivena je i nekropola s tridesetak grobnica od 3. do 1. stoljeća pr. Kr. od kojih su neke imale karakteristične strme nubijske piramide do 30 m visine. Većina ih je pristupačna stubama i bogato dekorirana bareljefima i slikama.
Velike hramove Barkala, poput Amonovog hrama, je lokalno stanovništvo i dugo nakon propasti kušanskog kraljevstva smatralo za sveta mjesta. Naime, danas se brdo zove Gebel Wad el-Karsani jer se vjeruje da je ispod nje sahranjen muslimanski šeik (svetac) Wad el-Karsani, te je njegova grobnica još uvijek važno mjesto hodočašća muslimana.
- Posljednji stupovi Amonovog hrama ispod Barkala
- Ostaci Amonovog hrama
- Rekonstrukcija Amonovog hrama
- Piramide na sjeveru Barkala
- Piramide južne skupine